# Arild Huitfeldt

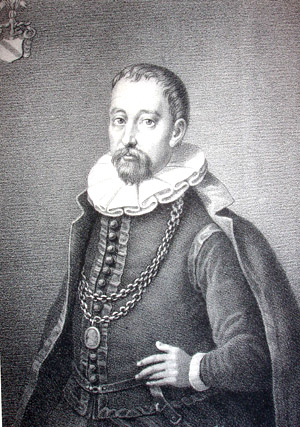
Arild Huitfeldt

Arild Huitfeldt, Taufname Arvid Huitfeldt, auf Latein schrieb er sich Arnoldus Witfeldt, (* 11. September 1546 in Bergenhus; † 16. Dezember 1609 in Herlufsholm) war ein dänischer Politiker und Historiker.

## Leben
Seine Eltern waren der Lehnsmann Christoffer Huitfeldt zu Berritsgaard († 1559) und dessen Frau Øllegaard Trolle. Der Vater stieg 1553 zum Mitglied des Reichsrats auf und zog 1556 von Bergenhus nach Korsør, dann nach Gotland. 
Arild wurde bei Johannes Machabæus in Kopenhagen untergebracht. Nach dessen Tod 1557 kam er zu dem späteren Bischof Poul Madsen. Bei beiden wurde er von Privatlehrern unterrichtet. 1562 ging er in Straßburg aufs Gymnasium, wo er bei Johannes Sturm die lateinische Sprache erlernte. Als der Onkel Herluf Trolle 1565 an den Folgen einer Kriegsverwundung starb, musste er nach Kopenhagen zurückkehren. Dort wurde er gezwungen, einem für ihn und seine Mutter ungünstigen Erbschaftsvertrag mit dem Bruder des Verstorbenen, Børge Trolle, zuzustimmen. 1566 kehrte er nach Straßburg zurück. 1568 ging er nach Tübingen und von da nach Frankreich, wo er sich 1566 in Orléans immatrikulierte und neben der Weiterbildung in Latein auch Rechtswissenschaften studierte. Auf dieser Reise lernte er auch den schleswigschen Juristen und Historiker Poul Cypræus kennen, der ihn später bei der Sammlung historischen Materials unterstützte. 
Um 1570 kehrte er wieder nach Kopenhagen zurück, wo eine Klage gegen ihn auf Herausgabe von Grundstücken zur Entscheidung anstand. Nach der für ihn ungünstigen Entscheidung trat er als Sekretär in die Kancelli ein. Nach einem erfolgreichen Erbschaftsprozess erhielt er unter anderem die Dokumentensammlung, die sein Onkel Herluf angelegt hatte. Sie setzte ihn später in Stand, sein großes Geschichtswerk zu verfassen. 1573 stieg er zum obersten Sekretär auf. Diesen Aufstieg hatte er dem Kanzler Niels Kaas zu verdanken, dem er freundschaftlich verbunden war und der seinen Arbeitseifer schätzte. Alle Schreiben und Ersuchen um Gnadenerweise an den König gingen zunächst durch seine Hand. Er war auch zuständig für Schule, Kirche und Wissenschaft und was sonst dieser Behörde zugeordnet war. Er hatte bald Verbindung zu allen bedeutenderen Personen, die mit der Geschichte Dänemarks zu tun hatten. Er begleitete den König auf seinen Reisen und lernte 1576 so in Güstrow den Historiker und Theologen David Chyträus kennen. Da das Sekretärsgehalt gering war, war es üblich, für Gnadenerweise oder Privilegien Sporteln zu erhalten, teilweise in Form von kleineren Lehen. So bekam er das St.-Hans-Kloster in Viborg, eine Dompropstei und ein Kanonikat in Aarhus und auch in Søndmøre in Norwegen.
1580 legte er sein Amt als oberster Sekretär angeblich aus Gesundheitsgründen nieder und zog sich auf sein Gut Lillø und Odersbjærg im Gers Herred mit dem Handelsort Væ in Skaane zurück. 1586 bekam er einen Sitz im Reichsrat. Zusätzlich wurde er des Reiches Kanzler und wurde an die Spitze des Justizwesens gestellt. Für seine Arbeit wurde er mit weiteren Lehen bedacht. Er war auch Richter am königlichen Gerichtshof. 1591 begleitete er Nicolaus Theophilus auf einer diplomatischen Mission nach Sachsen. Als Christian IV. 1596 die Regierungsgeschäfte übernahm, war er dessen Ratgeber. Anfang des 17. Jahrhunderts war er in vielen wichtigen diplomatischen Missionen unterwegs. Im Dezember 1606 erlitt er einen Schlaganfall, zog sich aus allen öffentlichen Ämtern zurück und lebte bis zu seinem Tode auf Herlufsholm, wo er 1583 Schuldirektor geworden war.

## Werk
Seine historischen Werke erschienen in ungewöhnlich kurzer Zeit nacheinander. Er verwendete dabei in großem Stil die Arbeiten seiner Vorgänger. Die in dänischer Sprache geschriebene Chronik sollte nach eigener Aussage Arilds die Vorarbeit für eine in Latein geschriebene Chronik sein. Die Absicht war auch, für den jungen König Christian IV. durch die Darstellung der Vergangenheit eine Art Fürstenspiegel zu erstellen, indem er sich bemühte, Ursachenzusammenhänge im Geschichtsverlauf herauszuarbeiten. In Danmarks Riges Krønike I zeigt sich, dass Huitfeldt Anhänger der Monarchomachen war.
Seine Schreiber waren allerdings nicht sehr sorgfältig bei der Abschrift alter Schriftstücke, die er nach damaligem Brauch wörtlich in seine Chronik aufnahm, wodurch viele im Original verlorene Dokumente erhalten sind. Sein Stil ist unbeholfen, und er war recht unbekümmert, wenn er Verbindungslinien zwischen vereinzelten, sich auch widersprechenden Informationen aus der Vorzeit zog. Ihm mangelte es an kritischer Sicht der Quellen. Gleichwohl wurde Arilds Chronik lange Zeit hoch geschätzt. In heutiger Sicht der weit fortgeschrittenen Quellenkritik treten die Mängel seiner Chronik, die wohl auch durch die große Hast bei der Abfassung verursacht sind, immer deutlicher hervor. Er beschrieb die Vorzeit als Aristokrat des 16. Jahrhunderts und projizierte seine zeitgenössischen Verhältnisse in die damalige Gesellschaft. Das hängt auch mit seiner Sicht auf die Geschichte zusammen: Die Menschen sind zu allen Zeiten gleich, und die Geschichte wiederholt sich wieder und wieder. Die Kritik an seiner Darstellung setzte bereits mit den Untersuchungen von Hans Gram im 18. Jahrhundert ein und wurde von Kristian Erslev im 19. Jahrhundert vertieft und systematisch dargestellt. Ein Teil seiner handschriftlichen Sammlungen kam 1617 in die Universitätsbibliothek, wo er 1728 ein Raub der Flammen wurde. Die wichtigsten Manuskripte blieben allerdings über 100 Jahre in Privatbesitz und sind größtenteils erhalten.

## Werke (Auswahl)
- Danmarks Riges Krønike I. En kaart Historisk Beskriffuelse paa hues merkeligt som sig Aarlig under kong Christian den tredje, Danmarkis, Norgis, Vendis og Gottes konning etc haffuer tildraget. Kopenhagen 1595.
- Danmarks riges Krønike II. Historisk Beskriffuelse om hues sig haffue tildragit under Kong Christiern den Anden. Kopenhagen 1596.
- Danmarks riges Krønike III. Konning Friderich den Førstis: Danmarckis, Norgis, Wendis oc Gotthis konning etc.: histori som regerede fast IX. aar. Kopenhagen 1597.
- Danmarks riges Krønike IV. Historiske bescriffuelse om huis sig haffuer tildraget under den stormectigste første oc herre herr Christiern, den første aff det naffn: oc regaerede vdi 33 aar fra det 1448, oc indtil det 1481. Kopenhagen 1599.
- Danmarks riges Krønike V. Kong Hansis Krønicker. som vaar danmarckis, suerigis, norgis, vendis oc gotthis kinge, hertug vdi slesuig, holsten, stormarn oc dytmersten, greffue vdi Oldenborg oc Delmenhorst: som regaerede i 32 aar fra anno 1481 oc til anno 1513. Kopenhagen 1599.
- Danmarckis rigis krønicke IX: fra Kong Dan den første, oc indtil Kong Knud den 6. som er redigeret til visse aar oc tider. Kopenhagen 1603.
- Danmarks Riges Krønike VI. En kaart chronologia: forfølge oc continuatz, paa huis som her vdi Danmarck skeed oc bedreffuen er, fran Canuto VI. oc det aar 1182 oc indtil det Oldenborgste stamme vidtager 1448, som er 266. aars historier. Kopenhagen 1600.
- Danmarks Riges Krønike VII. Den anden Part Chronologiae. Fra Erik Menved til Valdemar Atterdag. Kopenhagen 1601.
- Danmarks Riges Krønike VIII. Den Tredie Part Chronologiae. Fra Oluf Håkonsson til Christoffer af Bayern. Kopenhagen 1603.
- Den geistlige histori offuer alt Danmarckis rige, det er, Eñ kort crønicke huorledis bisperne sammesteds, oc den christelige religion vdi disse lande er forfremmet, opuoxt oc forekommen indtil vor tid: sammeledis it register om de norske bisper. Kopenhagen 1603.
- Bispekrøniken: den geistlige histori offuer alt Danmarckis Rige. Kopenhagen 1604.